# Lionel Chalmers
Lionel Chalmers Jr. (nacido el 10 de noviembre de 1980 en Albany, Nueva York) es un exjugador de baloncesto estadounidense, profesional durante once temporadas. Con 1,83 metros de estatura, jugaba en la posición de base. Desde 2019 ejerce como entrenador asistente de los Orlando Magic de la NBA.

## Trayectoria deportiva

### Universidad
Jugó durante cuatro temporadas con los Musketeers de la Universidad de Xavier, en las que promedió 12,7 puntos y 3,3 asistencias por partido.

### Profesional
Fue elegido en la trigésimo tercera posición del Draft de la NBA de 2004 por Los Angeles Clippers, pero apenas entró en los planes de su entrenador, Mike Dunleavy, jugando en 36 partidos en los que promedió 3,1 puntos y 1,4 rebotes. Al inicio de la temporada siguiente fue traspasado junto con Marko Jaric a Minnesota Timberwolves a cambio de Sam Cassell y una futura ronda del draft, pero fue descartado antes del inicio de la temporada.
En 2005 se marcha a jugar al AEK Atenas B.C. de la liga griega, donde juega 8 partidos, además de otros 10 de la Euroliga, promediando 13,1 puntos y 3,1 rebotes. Tras ser cortado firma con el TAU Cerámica, con el que únicamente disputaría la Euroliga.
En 2006 recala en la liga italiana tras firmar con el Banco di Sardegna Sassari de la LegADue. Allí jugaría una temporada en la que promedió 26,3 puntos y 3,8 rebotes por partido. En abril de 2007 ficha por el CAI Zaragoza de la LEB Oro española, para reforzar al equipo en el final de temporada.
En 2007 regresa a Italia para jugar con la Benetton Treviso, donde permanece una temporada en la que promedia 15,5 puntos y 4,1 rebotes por partido. Al año siguiente se marcha a jugar a la Superliga Rusa, fichando por el Universitet Yugra Surgut, donde se convirtió en uno de los puntales del equipo, promediando 21 puntos, 5,2 asistencias y 4,5 rebotes por partido.
En 2009 cambia de equipo en Rusia, para jugar en el Enisey Krasnoyarsk, donde disputaría además la EuroChallenge, promediando 17 puntos y 4,1 rebotes. En 2010 ficha por el Lokomotiv Kuban, con el que alcanza la final de la EuroChallenge, donde caen derrotados ante el Krka Novo Mesto eslovaco.

## Estadísticas de su carrera en la NBA

### Temporada regular
| Temporada | Edad | Equipo               | Liga | P  | TIT | MIN  | TC  | TCA | %TC  | 3P  | 3PA | %3P  | TL  | TLA | %TL  | R.OF. | R.DEF. | REB | ASIS | ROB | TAP | PER | FP  | PTS |
| 2004-05   | 24   | Los Angeles Clippers | NBA  | 36 | 0   | 12.0 | 1.2 | 3.5 | .336 | 0.3 | 1.4 | .245 | 0.4 | 0.7 | .625 | 0.1   | 0.8    | 0.9 | 1.4  | 0.4 | 0.0 | 0.7 | 0.8 | 3.1 |
| Total     |      |                      | NBA  | 36 | 0   | 12.0 | 1.2 | 3.5 | .336 | 0.3 | 1.4 | .245 | 0.4 | 0.7 | .625 | 0.1   | 0.8    | 0.9 | 1.4  | 0.4 | 0.0 | 0.7 | 0.8 | 3.1 |